# 대전 협정

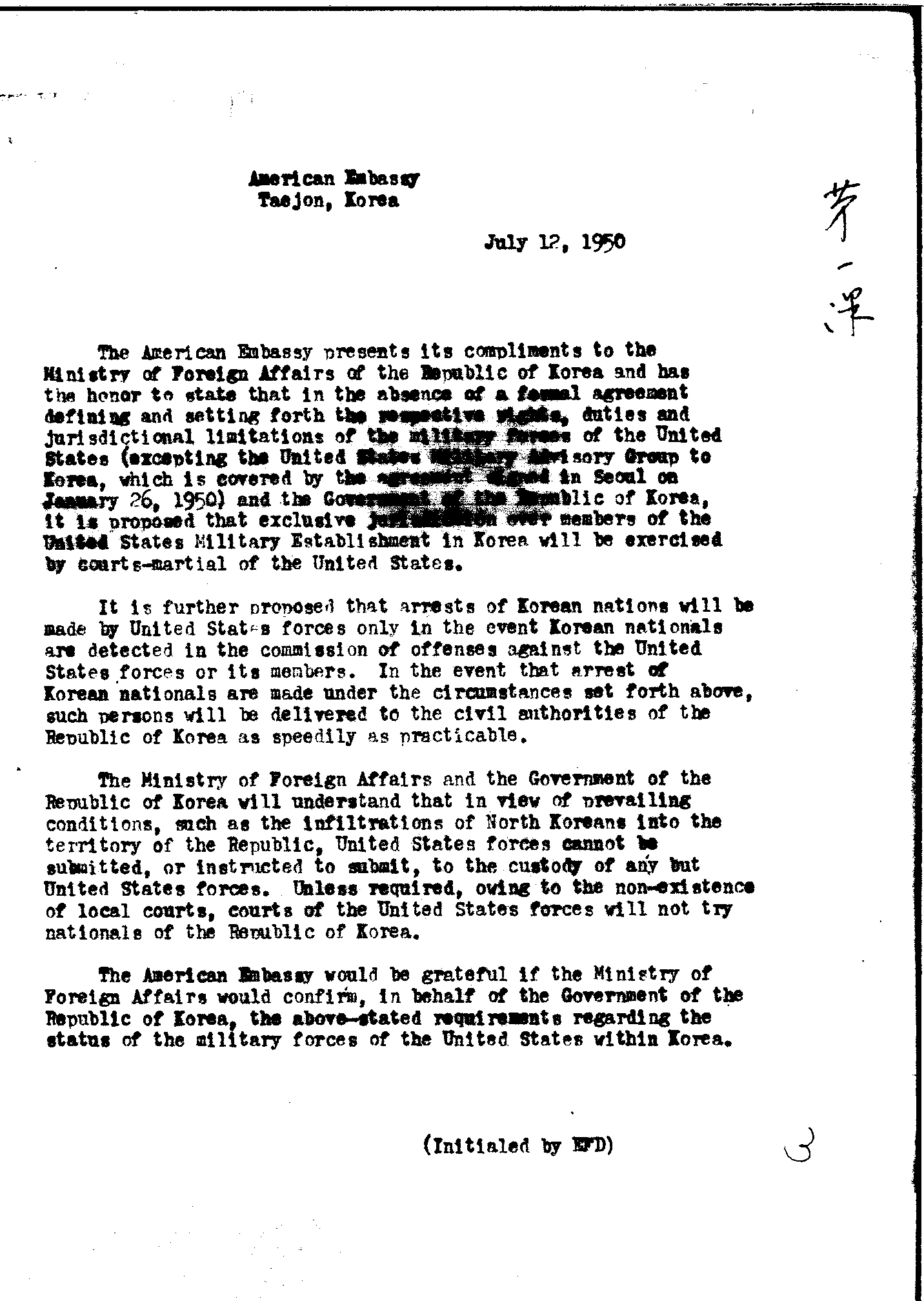
협정서 원문 1장

대전 협정(大田協定)은 1950년 7월 12일에 대한민국의 임시 수도였던 충청남도 대전시(지금의 대전광역시)에서 대한민국과 미국 사이에 체결된 주한미군의 사법관할권에 관한 외교협정이다. 정식 명칭은 "재한 미국군대의 관할권에 관한 대한민국과 미합중국간의 협정(Agreement relating to Jurisdiction over Criminal Offences committed by the United States Forces in Korea between the Republic of Korea and the United States of America)"이다.  이 협정으로 주한 미군의 재판관할권을 미국이 행사하게 되었으며, 주한 미군 지위 협정(SOFA)이 체결될 때까지 효력을 발휘하였다. 당시 이승만 대통령의 임시 공관이었던 충청남도지사공관에서 체결된 것으로 추정된다.

## 같이 보기
- 주한 미군 지위 협정
- 충청남도지사공관